# Tezán
Tezán es un lugar de la parroquia de Labrada, perteneciente al concejo de Abadín, en la provincia española de Lugo, comunidad autónoma de Galicia. En 2014 tenía una población de 17 habitantes.

## Descripción
Situada al oeste de la localidad de Carballal, está ubicada en la pista que enlaza Labrada con Castromayor por el valle del Arnela. Aparece recogida ya en el Diccionario geográfico-estadístico-histórico de España y sus posesiones de ultramar de Pascual Madoz, el cual lo describe hacia 1849 como un lugar en la provincia de Lugo, ayuntamiento de Abadín y feligresía de San Pedro de Labrada, con una población de un vecino y cuatro almas.

TEZAN: l. en la prov. de Lugo, ayunt. de Abadin y feligresia de San Pedro de Labrada (V.): pobl.: un vec., 4 almas.
(Madoz, 1849, p. 753)

## Demografía
| Gráfica de evolución demográfica de Tezán entre 2000 y 2014                   |
|                                                                               |
| Población (2000-2014) según el nomenclátor de unidades poblacionales del INE. |